# Vojtěch Ignác Ullmann
Vojtěch Ignác Ullmann (23 de abril de 1822 en Praga - 17 de septiembre de 1897 en Příbram )  fue un arquitecto checo que trabajó en la arquitectura neorenacentista .

## Vida
Ullmann estudió arquitectura en la Academia de Bellas Artes de Viena con los profesores August Sicard von Sicardsburg y Eduard van der Nüll .   Tras finalizar sus estudios, viajó a Italia. Desde 1854 trabajó como arquitecto en Praga.
Colaboró a menudo con el arquitecto Antonín Viktor Barvitius, con cuya hermana se casó en 1856.  En 1874 había diseñado varios edificios en Praga.

## Estilo de diseño
En las primeras obras de Ullmann se ven ecos de elementos estilísticos medievales (ver la Iglesia de los Santos Cirilo y Metodio en Praga 8 - Karlín). En la siguiente fase de su obra, estuvo significativamente influenciado por la escuela renacentista vienesa.

## Trabajos

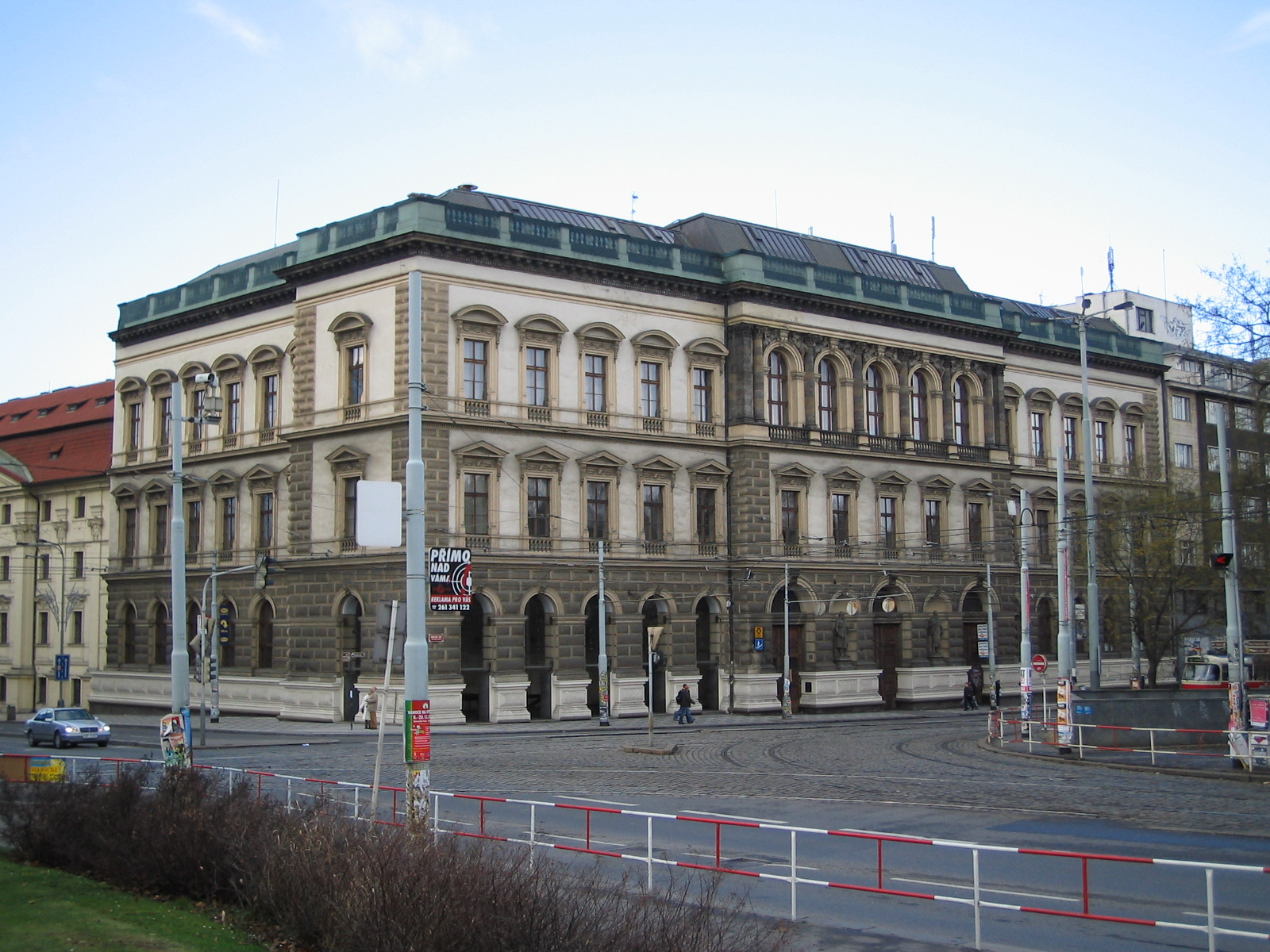
Edificio politécnico en la plaza Karlovo

### Praga
- Iglesia de los Santos Cirilo y Metodio (Karlín), Plaza Karlínské. Praga 8 [4]
- Politécnico Checo, Plaza Karlovo 13, Praga 1, (hoy parte de la Universidad Técnica Checa en Praga ) [5]
- Caja de Ahorros Checa, hoy sede de la Academia Checa de Ciencias, Narodni 3, Praga 1 [6]
- Villa Lanna, Pelléova 24, Praha 6, ahora propiedad de la Academia Checa de Ciencias [7] [8]
- Palacio Lažanský, Smetanově nábřeží 2, Praga 1, sede del café Slavia [9]
- Castillo de Letná, Letenské sady 341, Praga 7 [10]
- Palacio Schebek, Politických vězňů 7, Praga 1, sede de CERGE-EI [11]
- Casa Sokol de Sokol Pražský, Sokolská 43, Praga 2 [12]
- Sinagoga Española, Vězeňská 1, Praga 1 [13]
- Escuela secundaria para niñas Vodičkova, Vodičkova 22, Praga 1, ahora escuela primaria (ZŠ Vodičkova) [3] [14]

### Fuera de Praga
- Ayuntamiento de Příbram [15]

## Galería

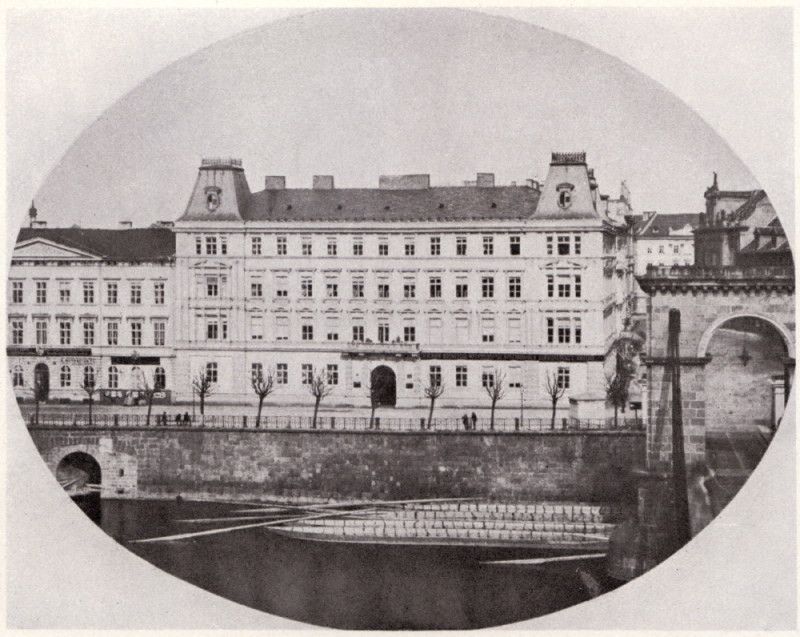
Palacio Lažanský, foto de Wilhelm Rupp, c. 1865
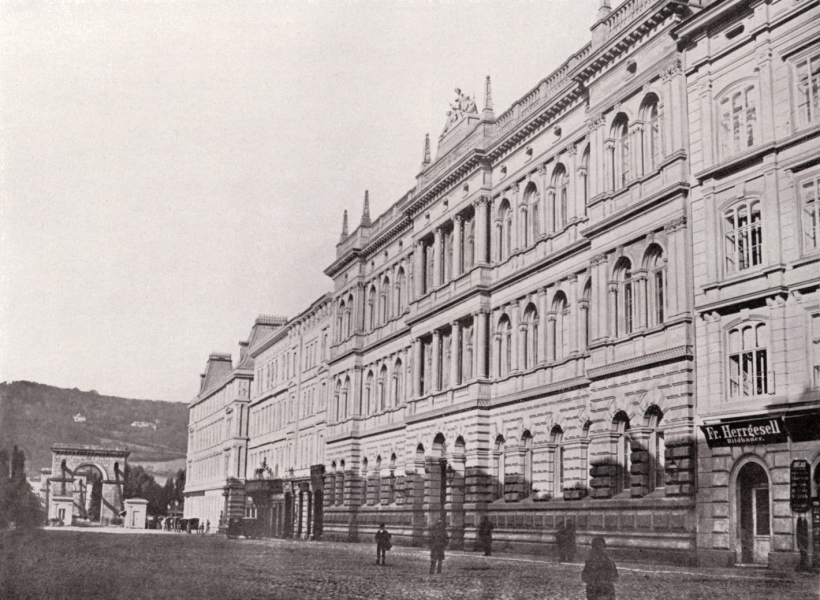
Palacio Lažanský, 1865
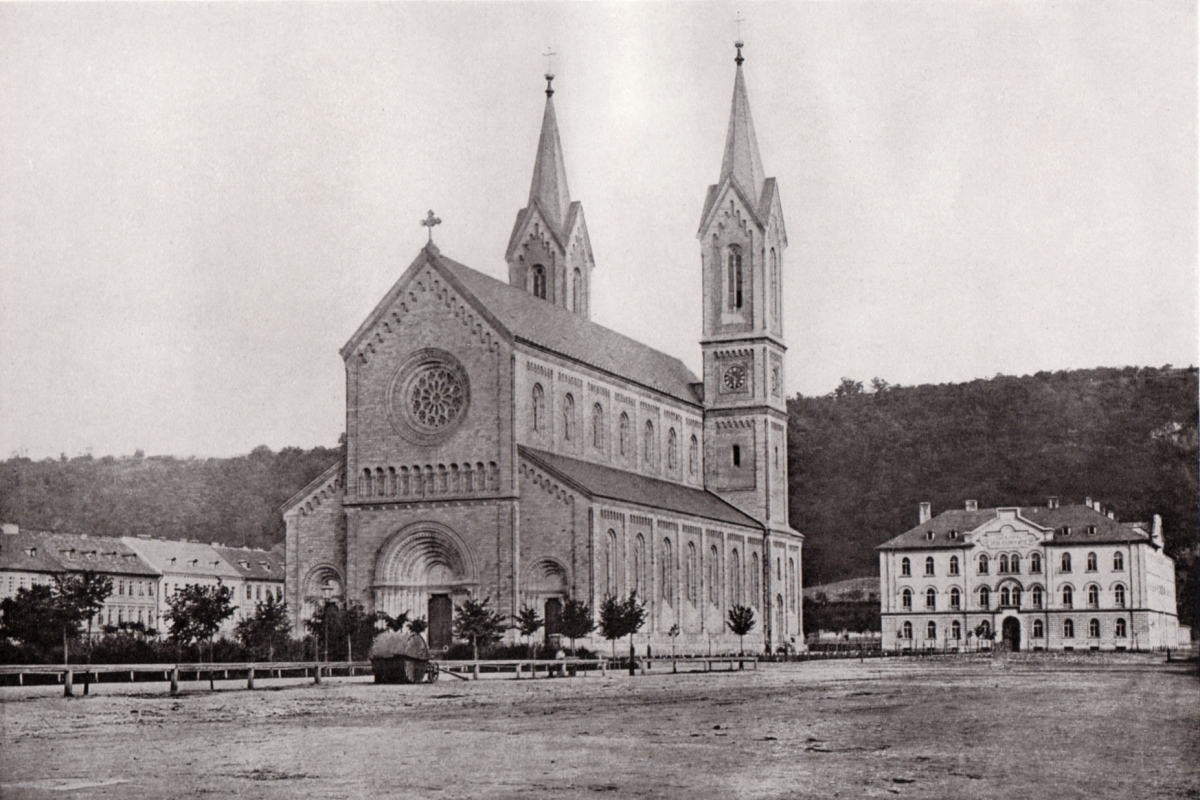
Iglesia de los Santos Cirilo y Metodio, Praga 8 - Karlín, 1868
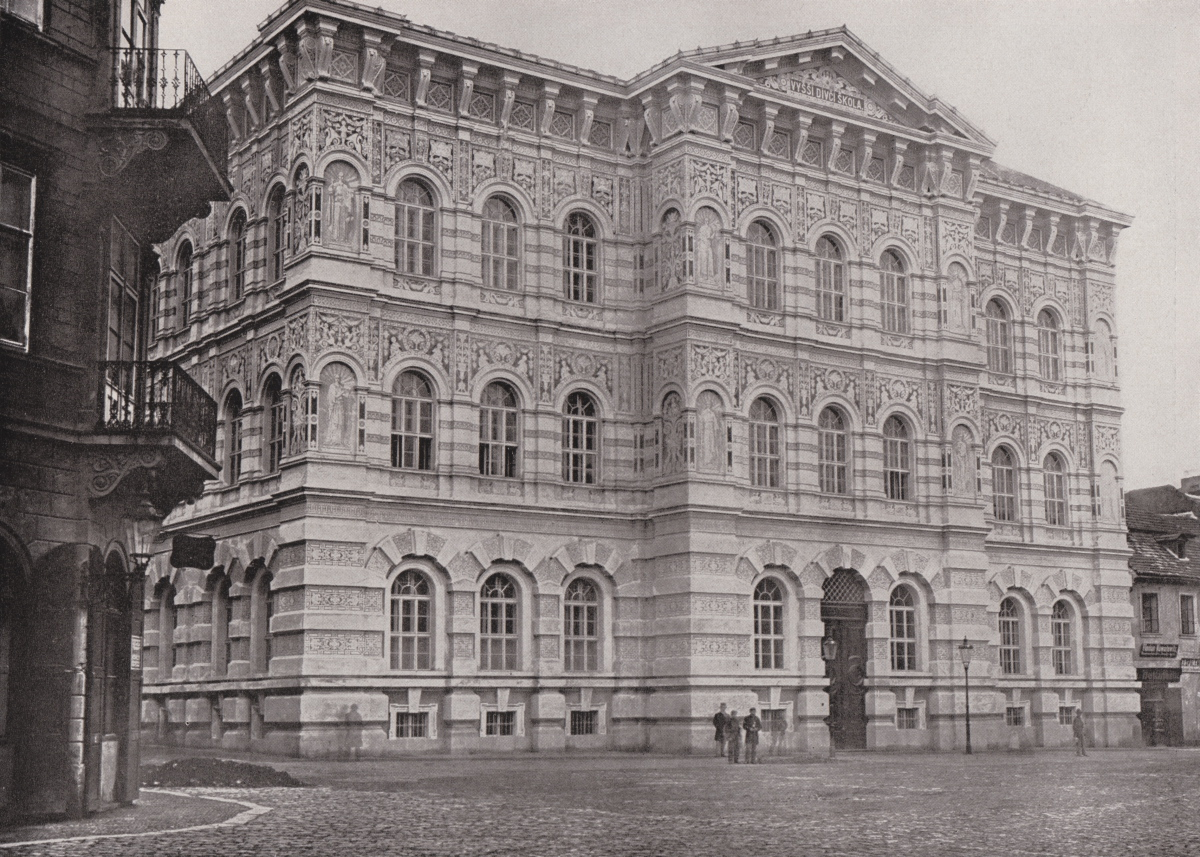
Instituto femenino en Vodičkova, c. 1870